# Steve Fraser
Steve Fraser, född 23 mars 1958 i Hazel Park, Michigan, är en amerikansk brottare som tog OS-guld i lätt tungviktsbrottning i den grekisk-romerska klassen 1984 i Los Angeles. 